# Roberto Gervaso
Roberto Gervaso (Roma, 9 luglio 1937 – Milano, 2 giugno 2020) è stato un giornalista, scrittore e aforista italiano.
I suoi libri sono stati tradotti in Spagna, Portogallo, Francia, Regno Unito, Germania, America Latina, Giappone, Bulgaria, Polonia e Stati Uniti.

## Biografia

### Carriera giornalistica
Trascorse l'infanzia a Torino con la famiglia. Studiò in Italia e negli Stati Uniti; nel capoluogo piemontese si laureò in lettere moderne, con una tesi su Tommaso Campanella.
Giovane lettore del Corriere della Sera, scoprì di avere una predilezione per gli articoli di Indro Montanelli. Nel 1956, dopo aver conseguito la maturità liceale, gli chiese un incontro. Montanelli gli aprì le porte della sua casa romana in piazza Navona. Successivamente favorì la sua assunzione come cronista al Corriere d'Informazione, l’edizione del pomeriggio del Corriere (1960). Da Milano Gervaso ottenne il trasferimento a Roma, dove proseguì la sua carriera professionale nel Corriere della Sera.
Tra gli anni sessanta e settanta firmò, insieme a Montanelli, i sei volumi dal 3º all'8º della Storia d'Italia, acquisendo grande notorietà. Negli anni settanta lasciò il Corriere della Sera per mettersi in proprio. Scrisse su altri giornali, cominciò a lavorare in radio e in televisione. Alla radio condusse per un mese intero dal 3 al 28 settembre 1979 il contenitore pomeridiano Radiodue estate Gli venne affidata dalla Rai una rubrica di interviste, prima in Domenica in di Pippo Baudo nella stagione televisiva 1980-1981 e poi in Buona Domenica di Corrado nella stagione 1984-1985. Durante questo periodo divenne celebre la sua imitazione da parte di Gianfranco D'Angelo come "Gervasetto" nel programma televisivo Drive In. Come commentatore politico, a partire dal 1996 e ininterrottamente fino al 2006, condusse il programma Peste e Corna e... Gocce di storia, andato in onda dal lunedì al venerdì alle 7:30 su Rete 4. Compariva in video indossando sempre una cravatta a farfalla.
Fu collaboratore di quotidiani (Il Mattino, Il Messaggero, Il Gazzettino, il Giornale, sul quale tenne una rubrica di aforismi ogni lunedì, e Libero) e periodici, opinionista e commentatore politico e di costume. Fu presidente onorario della «European sexual dysfunction alliance» (ESDA).
Nel maggio 1981 venne scoperta la sua appartenenza alla loggia massonica P2. Al riguardo dichiarò: «Mi ero iscritto perché mi piaceva la massoneria e volevo scriverci un libro, come poi ho fatto. In realtà la P2 era un'entità affaristica contrapposta a quella di Cuccia e Agnelli, che aveva vinto». Dallo scandalo P2 Gervaso uscì pulito, in quanto l'iscrizione ad una loggia massonica segreta non costituisce reato ipso facto.

### Morte
Morì il 2 giugno 2020 a Milano, all'età di 82 anni, dopo una battaglia durata vent'anni contro un tumore della prostata. La camera ardente fu allestita il 4 giugno a Roma al Campidoglio, nella Sala Protomoteca e i funerali vennero celebrati il giorno successivo nella basilica di Santa Maria in Montesanto, nota come la Chiesa degli artisti a piazza del Popolo dove presenziarono alcuni volti noti dello spettacolo; inizialmente il suo corpo venne tumulato nel cimitero comunale di Sacrofano, località dove visse per tanti anni; nel giugno 2021 le sue ceneri sono state traslate nel Vittoriale degli Italiani a Gardone Riviera.

## Vita privata
Nel corso della sua vita Roberto Gervaso conobbe tre grandi crisi di natura depressiva: la prima avvenne all'età di 23 anni, la seconda a 43 anni, mentre la terza all'età di 71 anni (in termini temporali, rispettivamente nel 1960, nel 1980 e nel 2008).
Fu vegetariano per oltre quarant'anni. Al riguardo disse di esserlo diventato per tre motivi: perché lo era sua madre, perché provava verso la carne «una ripugnanza filosofica» e infine per il consiglio di un medico, secondo il quale l'essere vegetariano lo avrebbe tenuto lontano da certe malattie.
Si sposò con Vittoria, originaria di Palermo, da cui ebbe una figlia, Veronica Gervaso nata nel 1974.

## Opere

### Saggistica storica
- L'Italia dei secoli bui. Il Medio Evo sino al Mille, con Indro Montanelli, Milano, Rizzoli, 1965.
- L'Italia dei Comuni. Il Medio Evo dal 1000 al 1250, con Indro Montanelli, Milano, Rizzoli, 1966; Premio Bancarella 1967.
- L'Italia dei secoli d'oro. Il Medio Evo dal 1250 al 1492, con Indro Montanelli, Milano, Rizzoli, 1967.
- L'Italia della Controriforma. (1492-1600), con Indro Montanelli, Milano, Rizzoli, 1968.
- L'Italia del Seicento. (1600-1700), con Indro Montanelli, Milano, Rizzoli, 1969.
- L'Italia del Settecento. (1700-1789), con Indro Montanelli, Milano, Rizzoli, 1970.
- Storia delle crociate, a cura di, 3 voll., Milano, Domus, 1978.
- Garibaldi, garibaldini, garibaldesi, con Tullio Ciarrapico, Roma, Il libro-Field educational Italia, 1982.
- I fratelli maledetti. Storia della Massoneria, Milano, Bompiani, 1996, ISBN 88-452-2888-6.
- Il tempo della tavola. Il rapporto uomo cibo dalle origini all'età contemporanea, Lugano, Ulisse, 2002.
- Lo stivale zoppo. Una storia d'Italia irriverente dal fascismo a oggi, Milano, Mondadori, 2013, ISBN 978-88-0457-859-8.

### Biografie
- Cagliostro. Storia di Giuseppe Balsamo, mago e avventuriero, Milano, Rizzoli, 1972, Premio Bancarella 1973. Nuova edizione: Il grande mago. Vita, morte e miracoli del conte di Cagliostro, Milano, Rizzoli, 2002, ISBN 88-17-87027-7.
- Casanova, Milano, Rizzoli, 1974.
- I Borgia, Milano, Rizzoli, 1976.
- Nerone, Milano, Rusconi, 1978.
- Claretta. La donna che morì per Mussolini, Milano, Rizzoli, 1982.
- La Monaca di Monza. Venere in convento, Milano, Bompiani, 1984.
- La Bella Rosina. Amore e ragion di Stato in Casa Savoia, Milano, Bompiani, 1991, ISBN 88-452-1803-1.

### Interviste
- Il dito nell'occhio. Interviste coi contemporanei, Milano, Rusconi, 1977.
- La pulce nell'orecchio. Interviste famose, Milano, Rusconi, 1979.
- La mosca al naso. Interviste famose, Milano, Rizzoli, 1980.
- Dente per dente. Duelli celebri-interviste famose, Milano, Rizzoli, 1983, ISBN 88-17-73084-X.
- A tu per tu con il passato. Interviste immaginarie, Milano, Bompiani, 1994, ISBN 88-452-2224-1.
- Sotto a chi tocca. Interviste famose, Milano, Bompiani, 1994, ISBN 88-452-2320-5.
- Permette? Giovanni Rana. Una vita in un'intervista, in collaborazione con Claudia Farina, Vicenza, Pozza, 1999, ISBN 88-7305-731-4.

### Ritratti
- Spiedi & spiedini. Vizi, peccati, virtù dei potenti, Milano, Rizzoli, 1981.
- I sinistri. Da Mussolini a Scalfaro, Milano, Mondadori, 1997, ISBN 88-04-43233-0.
- I destri. Da D'Annunzio a D'Alema, Milano, Mondadori, 1998, ISBN 88-04-44818-0.
- Appassionate. Storie d'amore e di potere, Milano, Mondadori, 2000, ISBN 88-04-41748-X.
- Amanti. Storie di cuori e di potere, Milano, Mondadori, 2002, ISBN 88-04-50300-9.
- Ve li racconto io. A tu per tu con i protagonisti del Novecento, Milano, Mondadori, 2006, ISBN 88-04-54931-9.

### Raccolte di aforismi
- Il grillo parlante, Milano, Bompiani, 1983.
- La volpe e l'uva, Milano, Bompiani, 1989. ISBN 88-452-1473-7.
- Aforismi, Collana TEN, Roma, Newton Compton, 1994. ISBN 88-7983-458-4.
- La vita è troppo bella per viverla in due. Breve corso di educazione cinica, Milano, Arnoldo Mondadori Editore, 2015. ISBN 978-88-04-65742-2

### Romanzi
- Scandalo a corte. La collana della regina, Milano, Bompiani, 1987. ISBN 88-452-1453-2
- La regina, l'alchimista e il cardinale, Soveria Mannelli, Rubbettino, 2008. ISBN 978-88-498-1937-3.

### Altri scritti
- Le donne di Borra (a cura di), Verona, Ghelfi, 1971.
- La sposa di Roma, con Elvira Gramano, Roma, Azzurro, 1983.
- Di me, tutto. Lettera a mia madre, Milano, Rizzoli, 1985. ISBN 88-17-73085-8.
- Pensierini e pensieracci, Milano, A. Mondadori, 1985.
- Se vuoi che t'ami.... Galateo erotico, Milano, Bompiani, 1986.
- Quattro per un delitto: 1575-Vignola, con Omar Calabrese, Valerio Massimo Manfredi e Giorgio Celli, Vignola, Cassa di risparmio di Vignola, 1991; come Vignola 1575. Un oscuro delitto e senza il contributo di G. Celli, Reggio Emilia, Diabasis, 1999. ISBN 88-8103-103-5.
- Voglia di cuore. Il ritorno dei sentimenti nella vita di ogni giorno, Milano, Bompiani, 1993. ISBN 88-452-2096-6.
- Peste e corna. La seconda repubblica: due anni di politica-avanspettacolo, Roma, Newton & Compton, 1996. ISBN 88-8183-349-2.
- Si salvi chi può, Milano, Sperling & Kupfer, 1999. ISBN 88-200-2866-2.
- Salute! I consigli dei grandi medici, Milano, Mondadori, 2001. ISBN 88-04-49219-8.
- Italiani pecore anarchiche, Milano, Mondadori, 2003. ISBN 88-04-51487-6.
- L'amore è eterno finché dura, Milano, Oscar Mondadori, 2004. ISBN 88-04-52584-3.
- Qualcosa non va, Milano, Mondadori, 2004. ISBN 88-04-53583-0.
- Eros e coppia. Dalla mandragola al Cialis, intervista a Vincenzo Mirone, Milano, Oscar Mondadori, 2005. ISBN 88-04-55089-9.
- L'apparato gastrointestinale. Miseria e nobiltà, con Paola d'Amico, Milano, Edizioni Ulisse, 2005.
- Io la penso così. Contro l'Italia dei disvalori, Milano, Mondadori, 2009. ISBN 978-88-04-59492-5.
- Ho ucciso il cane nero. Come ho sconfitto la depressione e riconquistato la vita, Milano, Mondadori, 2014
- Le cose come stanno. L'Italia spiegata alle persone di buon senso, Milano, Mondadori, 2016, ISBN 978-88-0466-990-6.

### Curatele
- Enciclopedia delle parole, a cura di R. Gervaso e Gino Nebiolo, Roma, Rai Eri, 1980.
- Parlami d'amore Mariù. Vita, costume e storia d'Italia tra gli anni venti e quaranta, 4 voll., con 10 audiocassette, Milano, Rizzoli, 1983.
- Dimensione magia. Storia, tradizione, scienze nuove, a cura di, 6 voll., Milano, Fabbri, 1984.
- Illusione dolce chimera. Storia, costume e malcostume dell'Italia in guerra (1940-1945), Milano, Rizzoli, 1984.
- Come una coppa di champagne. Storia, vita e costume dell'Italia del nuovo secolo (1900-1920), Milano, Rizzoli, 1985.

## Riconoscimenti
- Ordine della Minerva dell'Università degli Studi "Gabriele d'Annunzio" (2007)
- Premio Bancarella: nel 1967 con L'Italia dei Comuni (scritto con Indro Montanelli) e nel 1973 con la biografia di Cagliostro.
- Premio Cimitile: 2005 con Qualcosa non va[15]